# Symbolophorus californiensis
Symbolophorus californiensis är en fiskart som först beskrevs av Eigenmann och Eigenmann, 1889.  Symbolophorus californiensis ingår i släktet Symbolophorus och familjen prickfiskar. Inga underarter finns listade i Catalogue of Life.